# Faris al-Khuri
Faris al-Khuri (àrab: فارس الخوري, Fāris al-Ḫūrī) (vilayet de Beirut, 20 de novembre de 1877 - Damasc, 2 de gener de 1962) fou un polític sirià d'origen libanès cristià, que va arribar a primer ministre de Síria.
Va néixer en un poble libanès prop del Mont Hermon. Va estudiar a Sayda i Beirut i es va graduar com advocat; el 1899 es va traslladar a Damasc on va aprendre turc i francès i fou interpret al consolat de la Gran Bretanya. El 1909 s'afilià al Comitè Unió i Progrés i per uns anys fou conseller a la municipalitat de Damasc (des de 1910), membre del consell (1914) i mentre del consell d'estat de l'Imperi Otomà (1918). El 1920 fou ministre de Finances a Damasc i el 1925 va participar en la fundació del Partit Popular de Síria (Hizb ash-Sha'b), nacionalista, sent el 1926 ministre d'Educació. El 1936 va ser membre de la delegació que va negociar amb França el tractat de 1936. Des de 1943 a 1944 va presidir la Cambra de diputats de Síria i el 14 d'octubre de 1944 fou per primer cop president del consell de ministres, fin l'1 d'octubre de 1945 pel Bloc Nacional (al-Kutla al-Wataniya) una coalició nacionalista fundada el 1927). Després de la guerra fou delegat a l'ONU i fou president del Consell de seguretat (1947-1948). Pel seu propi partit, el Partit Popular, fou altre cop president del consell de ministres del 3 de novembre de 1954 fins al 13 de febrer de 1955, després de lo qual es va retirar. Va morir a Damasc el 2 de gener de 1962. És conegut també com a poeta.